# Sigalogo
Sigalogo is een bestuurslaag in het regentschap Humbang Hasundutan van de provincie Noord-Sumatra, Indonesië. Sigalogo telt 1126 inwoners (volkstelling 2010).